# 문인진
문인진은 문선명 총재의 3녀이다. 미국 워싱턴에 거주하고 있는 중이다. 통일교 미국 총회장을 맡았다.